# Strumigenys laevipleura
Strumigenys laevipleura is een mierensoort uit de onderfamilie van de Myrmicinae. De wetenschappelijke naam van de soort is voor het eerst geldig gepubliceerd in 1958 door Kempf.